# Боровое (Липецкая область)
Борово́е — село Усманского района Липецкой области. Центр Боровского сельсовета.
Первое упоминание села Боровое в документах относится к 1615 году. В 1644 году село было уничтожено татарами, в 1646 году возрождено. В XVII веке стало сторожевым укрепленным пунктом на Белгородской засечной черте. В источниках 1705 года отмечается как село с церковью. В 1861 году в Боровом была построена Покровская церковь, сохранившаяся до наших дней.
Названо по реке Боровице (левый приток реки Воронеж), протекавшей в сосновом бору.

## Население
| 2007 | 2010 | 2011 | 2012 | 2013 | 2014 | 2015 |
| ---- | ---- | ---- | ---- | ---- | ---- | ---- |
| 400  | ↘350 | ↗355 | ↘354 | ↘340 | ↗343 | ↗346 |
| 2016 | 2017 | 2018 | 2021 |      |      |      |
| ↘342 | ↗350 | ↗365 | ↗391 |      |      |      |

## Переселенцы
В XIX веке из Борового на правый берегу реки Плавицы переселились несколько жителей. Там они основали деревню Замарай-Боровская (ныне село Боровское).

## Известные уроженцы
- Герой Советского Союза П. Т. Труфанов
- Адмирал флота начальник политуправления ВМФ СССР В. И. Панин